# Opegrapha xerica
Opegrapha xerica är en lavart som beskrevs av Torrente & Egea. Opegrapha xerica ingår i släktet Opegrapha och familjen Roccellaceae.   Inga underarter finns listade i Catalogue of Life.